# Jean-Claude Schmitt
Jean-Claude Schmitt (* 4. března 1946 Colmar, Francie) je francouzský medievalista, který působí na École des Hautes Études en sciences sociales. Zabývá se především středověkou kulturou, problematikou herezí, lidových pověr a představ. Je představitelem školy Annales a žákem Jacquese Le Goffa.

## Dílo
- Le saint lévrier. Guinefort, guérisseur d'enfants depuis le XIIIe siècle. Paris : Flammarion, 1979. (česky Svatý chrt : Guinefort, léčitel dětí ze 13. století. Praha : Academia, 2007. 276 s. ISBN 978-80-200-1609-6.)
- La raison des gestes dans l'Occident médiéval. Paris : Gallimard, 1990. (česky Svět středověkých gest. Praha : Vyšehrad, 2004. 340 s. ISBN 80-7021-729-4.)
- Les revenants. Les vivants et les morts dans la société médiévale. Paris : Gallimard, 1994. (česky Revenanti : živí a mrtví ve středověké společnosti. Praha : Argo, 2002. 276 s. ISBN 80-7203-455-3.)
- Dictionnaire raisonné de l’Occident médiéval. Paris : Fayard, 1999. 1236 s. ISBN 2-213-60264-6. (česky Encyklopedie středověku. Praha : Vyšehrad, 2002. 935 s. ISBN 80-7021-545-3.)
- Le corps, les rites, les rêves, le temps : essais d’anthropologie médiévale. Paris : Gallimard, 2001. 446 s. ISBN 2-07-076079-0.
- Le corps des images : essais sur la culture visuelle au Moyen Âge. Paris : Gallimard, 2002. 409 s. ISBN 2-07-076159-2.
- La conversion d'Hermann le Juif : autobiographie, histoire et fiction. Paris : Seuil, 2003. (česky Konverze Hermanna Žida : autobiografie, historie a fikce. Praha : Academia, 2010. 349 s. ISBN 978-80-200-1858-8.)
- L'invention de l'anniversaire. Paris : Les éditions arkhê, 2010.